# Georg Huntemann
Georg Hermann Huntemann (* 10. Juni 1929 in Bremen; † 13. Februar 2014 ebenda) war ein deutscher evangelischer Theologe und Hochschullehrer.

## Biografie
Huntemann war der Sohn des Fabrikanten Heinrich Huntemann. Er studierte evangelische Theologie in Hamburg, Erlangen, Zürich, Tübingen, Göttingen und Bern. In Erlangen promovierte er 1953 zum Dr. phil. und 1957 in Bern zum Dr. theol. Er wurde 1957 in Bremen ordiniert. 1957/58 war er erstmals Pastor der Martinikirche Bremen. Nach seiner Tätigkeit an der Bremer Rembertikirche bis 1967 und in der Epiphanias-Gemeinde kehrte er 1974 an die Martinikirche zurück und blieb dort bis zu seiner Emeritierung 1987, zuletzt als Pastor primarius. Er hat die Martinigemeinde nachhaltig geprägt. Die bis heute gültige Ordnung der Gemeinde geht maßgeblich auf seine Vorstellungen zurück. Traditionell hielt er, solange seine Gesundheit dies zuließ, jedes Jahr zu Silvester den Gottesdienst in St. Martini.
Seit 1970 war er Professor für Ethik und Apologetik an der Staatsunabhängigen Theologischen Hochschule Basel (STH) und von 1985 bis 1995 an der Evangelische Theologische Faculteit, Leuven (ETF). Er gehörte zu den Gründungsmitgliedern der STH Basel (gegründet als FETA) und gehörte ihr bis zu seiner Emeritierung im Jahre 2005 an.
Huntemann war phasenweise aktiv in der Bekenntnisbewegung, insbesondere im Theologischen Konvent der Konferenz Bekennender Gemeinschaften in den Evangelischen Kirchen Deutschlands.
Die Wahl von Maria Jepsen im Jahr 1992 zur Bischöfin und somit ersten Frau an der Spitze einer evangelisch-lutherischen Kirche wurde schon im Vorfeld von konservativen und evangelikalen Theologen vehement kritisiert: Huntemann forderte die Pastoren auf, ihr das Abendmahl zu verweigern. In einem 1998 erschienenen Buch setzte er seine scharfen Angriffe auf Jepsen als Bischöfin fort: Jepsen repräsentiere „das Modell eines gesellschaftlichen Anschlussverfahrens des Christentums an die gegenwärtige Realität dieser Gesellschaft“ und pervertiere mit diesem Ziel das Neue Testament. Der „gute, persönliche Wille“ Jepsens solle in keiner Weise bestritten werden, wenn Huntemann schreibt, dass „Frau Bischöfin Jepsen – religionsgeschichtlich gesehen – zum Totengräber einer Religion“ werde.
Sein „Lieblingsphilosoph“ sei Martin Heidegger, erklärte er in einer Predigt Ende 2008.
Huntemann war verheiratet und hatte drei  Töchter.

## Theologische Standpunkte
In seinen frühen Jahren war Huntemann ein Vertreter liberaler theologischer Ansichten. So erklärte er die Jungfrauengeburt zu einer „Erfindung der Kirche“. Später vollzog sich ein grundlegender Wechsel in seinen Standpunkten. Einige Evangelikale sehen darin eine Bekehrung, Huntemann selbst vermied diesen Begriff jedoch, weil er der Ansicht war, dass der Mensch aus eigener Kraft nicht fähig sei, sich Gott zuzuwenden. Seither vertrat er einen konservativen Evangelikalismus. In reformiert-calvinistischer Tradition ließ er konsequent nur die Bibel als Erkenntnisquelle gelten. Dementsprechend bekannte er sich zur Authentizität der biblischen Wunder und lehnte Neuerungen wie beispielsweise die Frauenordination ab.

## Schriften (Auswahl)
- Angriff auf die Moderne. Christusglaube zwischen gestern und morgen. Wuppertal 1966.
- In der Spannung Leben. Wuppertal 1970.
- Autorität oder Chaos. Wuppertal 1971, ISBN 3-4170-0363-6.
- Aufstand der Schamlosen. Das christliche Ethos angesichts der sexuellen Revolution. Wuppertal 1971, ISBN 3-4170-0336-9.
- § 218: um Leben oder Tod der Ungeborenen. Basel 1972, ISBN 3-7655-0255-3.
- Am Anfang die Wahrheit. Verlag der Liebenzeller Mission, Bad Liebenzell 1977, ISBN 3-7751-0305-8.
- Diese Kirche muss anders werden! Ende der Volkskirche – Zukunft der Bekenntniskirche. Verlag der Liebenzeller Mission, Bad Liebenzell 1979, ISBN 3-88002-080-9.
- Die Zerstörung der Person. Verlag der Liebenzeller Mission, Bad Liebenzell 1981, ISBN 3-88002-132-5.
- Der verlorene Maßstab - Gottes Gebot im Chaos dieser Zeit. Verlag der Liebenzeller Mission, Bad Liebenzell 1983, ISBN 3-88002-178-3.
- Die verratene Reformation. Bremen 1983, ISBN 3-9235-5601-2.
- Ideologische Unterwanderung in Gemeinde, Theologie und Bekenntnis. Bad Liebenzell 1985, ISBN 3-88002-271-2.
- Der Himmel ist nicht auf Erden. Vom Elend des Protestantismus. Herford 1986, ISBN 3-512-00759-7.
- Der andere Bonhoeffer. Die Herausforderung des Modernismus. Wuppertal/Zürich 1989, ISBN 3-417-12570-7.
- Gottes Gebot oder Chaos – was bringt Europas Zukunft? Der politische Auftrag des Christen in der sogenannten Wendezeit. Lahr 1992, ISBN 3-88002-499-5.
- Die Selbstzerstörung des Christentums überwinden. Hänssler, Neuhausen-Stuttgart 1998, ISBN 3-7751-2930-8.
- Biblisches Ethos im Zeitalter der Moralrevolution. Hänssler, Holzgerlingen 1999, ISBN 3-7751-3433-6.